# Camila Comin
Camila Comin (São Paulo, 31 de março de 1983) é uma artista circense e ginasta brasileira.

## Biografia

### Primeiros anos
Camila nasceu em São Paulo, capital do estado de São Paulo, no ano de 1983.
Começou a praticar ginástica aos cinco anos de idade, após mudar-se para Curitiba, no Paraná, na Praça Oswaldo Cruz, localizada na região central da cidade.
Aos oito anos, participou de sua primeira competição, conquistando uma medalha de ouro no salto sobre o cavalo, nos Jogos Escolares. Cinco anos mais tarde, realizou sua primeira viagem internacional, para os Estados Unidos, com a Seleção Brasileira de Ginástica Artística, para disputar seu primeiro campeonato internacional.

### Carreira
Pela seleção brasileira, conquistou a medalha de ouro por equipes nos Jogos Sul-Americanos de 1998, realizados em Cuenca no Equador. Disputou ainda as finais nas paralelas, trave e solo.
Integrou a delegação do Brasil nos Jogos Pan-Americanos de 1999, sediado em Winnipeg no Canadá. Foi medalha de bronze por equipes.
No ano de 2000, compôs a seleção brasileira, formada por apenas duas atletas femininas, que disputou os Jogos Olímpicos de Verão de 2000, realizado em Sydney, na Austrália. Na competição, sua melhor participação nas categorias da ginástica foi nas paralelas assimétricas, que terminou em quadragésimo quarto lugar empatada com a canadense Michelle Conway. No individual geral alcançou a quadragésima nona posição, empatando com a venezuelana Arlen Lovera e a canadense Lise Leveille. No salto, terminou em quinquagésimo terceiro lugar. Na trave, ficou em quinquagésimo quinto lugar. No solo feminino, finalizou a competição na septuagésima quarta colocação.
Em 2003, integrou a delegação brasileira dos Jogos Pan-Americanos de 2003, realizado em São Domingos, na República Dominicana. Junto com as atletas Ana Paula Rodrigues, Caroline Molinari, Daniele Hypólito, Lais Souza e Daiane dos Santos, conquistou a medalha de bronze na categoria por equipes, sendo superada apenas pelos Estados Unidos e Canadá. Nas categorias individuais não chegou ao pódio, chegando ao quarto lugar no solo e a oitava colocação no individual geral.
No ciclo olímpico seguinte, novamente representou o Brasil, nos Jogos Olímpicos de Verão de 2004, realizados em Atenas, na Grécia. Na competição por equipes, juntamente com as ginastas Daiane dos Santos, Daniele Hypólito, Caroline Molinari, Ana Paula Rodrigues e Lais Souza conquistaram o nono lugar na competição. No individual geral feminino, atingiu uma posição até então, inédita para o Brasil: o 16° lugar no individual geral, atrás da compatriota Daniele Hypólito, 12ª colocada. Nas paralelas assimétricas ficou em trigésimo lugar.  No solo feminino aumentou em mais de trinta posições em relação ao seu último ciclo olímpico ao alcançar o quadragésimo primeiro lugar. No salto, empatou com as canadenses Heather Purnell e Melanie Banville, a norte-coreana Pyon Kwang-Sun, a mexicana Brenda Magaña e a russa Maria Kryuchkova, que obtiveram a mesma nota e ficaram no quadragésimo segundo lugar. Na disputa pela trave alcançou o quinquagésimo sétimo lugar.
No ano de 2006, aposentou-se da ginástica, aos vinte e três anos de idade, buscando novos rumos profissionais. Após deixar a ginástica ingressou na equipe circense do Cirque du Soleil, passando a residir no Canadá. Comin disse ter sido cortejada por olheiros do circo já em Sydney, eventualmente aceitando o convite em 2007. Sua maior contribuição foi no espetáculo Corteo. Desde então é parte da trupe Cirque FLIP Fabrique, que ajudou a fundar em 2011 e se apresenta desde 2015. Também participa de Circo do Mundo, um projeto social para crianças carentes.